# شخبوط بن ذياب بن عيسى آل نهيان
شخبوط بن ذياب بن عيسى آل نهيان (1714-1816م) هو الحاكم الثاني لإمارة أبو ظبي بعد وفاة والده الشيخ ذياب بن عيسى بن نهيان آل نهيان الفلاحي سنة 1793م، واستمر حاكمًا حتى وفاته سنة 1816م..

## حياته
من مجريات الأحداث في عهده يعتقد أن قبيلة بني ياس توزعت بين الشيخ هزاع الذي يعتقد أنه أقام في أبوظبي بعد مقتل الشيخ ذياب والقسم الآخر انضم إلى الشيخ شخبوط الذي يعتقد أنه ذهب بأنصاره إلى الظفرة.
في سنة 1795 تمكن الشيخ شخبوط من القبض على عدد من أنصار هزاع وإعدامهم وهرب هزاع إلى منطقة جبل الظنة واختفى هناك وانتهت أخباره نهائيَاً. وأحكم الشيخ شخبوط سيطرته على الإمارة والقبيلة. ونجد بعد ذلك أن الشيخ شخبوط يعين الشيخ هزاع بن هزاع بن زعل حاكماً على دبي. ونقل الشيخ مقر الإمارة من زاحة (المارية) في (ليوا) إلى داخل جزيرة أبوظبي وأخدت اسم (إمارة أبوظبي).
في سنة 1799 كان الصدام المسلح بين القوات السعودية التي أرسلها الإمام عبد العزيز بن محمد أمير نجد بقيادة أمير الإحساء إبراهيم بن عفيصان لغزو أراضي البريمي وبين قوات بني ياس والقواسم وتمكنت القوات السعودية من إحراز عدة انتصارات مما حد ببني ياس أن يرسلو وفداً إلى الدرعية لطلب الصلح وتمت الموافقة ورفض القواسم الصلح ودخل النعيم في الصلح وشكلت السعودية قوات من النعيم وبني ياس وبني قتب أخدت تهاجم عمان وتوقفت بني ياس عن الاشتراك في أحداث السعودية وعمان كما أن هناك مصادر تقول أن الشيخ شخبوط انقلب ضد السعودية ولكن العشر سنوات الأخيرة لم تسجل فيها أحداث ظبيانية.
في سنة 1816م تنازل الشيخ شخبوط عن الحكم لولده الشيخ محمد بن شخبوط بن ذياب بن عيسى آل نهيان وقرر الإقامة في مزرعته في مدينة العين وظل حاكماً صورياً حتى أنه وقع المعاهدة العامة سنة 1820 ثم أصبح مراقباً حتى سنة 1833 ومن سنة 1816 إلى سنة 1818 كانت غير واضحة المعالم.

## إمارة أبو ظبي
تولى منصب أمير أبو ظبي في 1793 وعمره 79 سنة واستمر الحكم 23 سنة وفي 1816 توفي عن عمر يناهز 102 سنة.

## أبناؤه
- محمد بن شخبوط بن ذياب آل نهيان.[4]
- طحنون بن شخبوط بن ذياب آل نهيان
- هلال بن شخبوط بن ذياب آل نهيان
- خليفة بن شخبوط بن ذياب آل نهيان
- سلطان بن شخبوط بن ذياب آل نهيان
- سعيد بن شخبوط بن ذياب آل نهيان
- يافور بن شخبوط بن ذياب آل نهيان
- حارب بن شخبوط بن ذياب آل نهيان